# Juan Silva
Juan Silva (7 marzo 1982) è uno schermidore venezuelano.

## Palmarès
In carriera ha conseguito i seguenti risultati:
- Giochi Panamericani:

Santo Domingo 2003: argento nella sciabola a squadre.